# Cal Young
Cal Marcellus Young (becenevén Mr. Eugene és Mr. Lane County; Eugene, Oregon, 1871. június 25. – Eugene, Oregon, 1957. január 30.) amerikai telepes és amerikaifutball-edző, 1893–1894-ben az Oregon Webfoots első amerikaifutball-vezetőedzője.

## Fiatalkora
Szülei, Charles Walker Young és Mary B. W. Gillespie 1852-ben telepedtek le Eugene-ben; Cal Young apja faházában született. 15 éves korától öt évig a portlandi Bishop Scott Academyre járt, melynek később két évig tanára volt. Hat évig húsboltot üzemeltetett, másfél évig bányászott, 1903 és 1905 között pedig színházigazgató volt.

## Edzőként
1893-ban részt vett az Oregoni Egyetem első amerikaifutball-csapatának létrehozásában. Portlandben játékosként töltött idejét követően lett a csapat munkatársa; első, 44–2-es eredménnyel megnyert mérkőzésüket 1894. március 24-én játszották az Albany Collegiate Institute ellen.

## Visszavonulása után
Az 1900-as évek elején visszatért apja farmjára, ahol birkákat tartott és növényeket termesztett.
A telepes relikviák gyűjtője volt, 1926-tól ezekből évente kiállítást rendezett, melyek visszatérő eleme volt az 1840-es évekbeli szkúnere. Ő volt a telepesek múzeumának első gondnoka. 1932-től 1940-ig megyei megbízott volt; 1936-ban a kampánya során túlzott költekezéssel és megfélemlítéssel vádolták. 1940-ben Eugene „első polgára” lett.
1891-ben feleségül vette Lizzie Comstockot, aki egy évvel később elhunyt; egy lányuk (LaVelle) született. 1913-ban összeházasodott Grace Forddal, akivel egy fiuk (Walker Ford) és egy lányuk (Brandon) született.
1957 januárjában sztrókot kapott, és néhány nap múlva elhunyt. Sírhelye a Gillespie temetőben van.

## Emlékezete
1936-ban Art Clough egy trófeaként használatos Cal Young-portrét faragott, amelyet 1958 februárjában a Lane megyei telepesek múzeumában kiállítottak.
1976-ban korábbi lakóhelyét történelmi körzetté nyilvánították, amit később felosztottak; az új területen csak a lakóház és a tejcsarnok található. Eugene-ben utat, iskolát és városrészi egyesületet is elneveztek róla.

## Eredményei vezetőedzőként
| Év                          | Eredmény                    |
| Oregon Webfoots (Független) | Oregon Webfoots (Független) |
| --------------------------- | --------------------------- |
| 1894                        | 1–0                         |

## Fordítás
- Ez a szócikk részben vagy egészben  a   Cal Young című angol Wikipédia-szócikk ezen változatának fordításán alapul.  Az eredeti cikk szerkesztőit annak laptörténete sorolja fel. Ez a jelzés csupán a megfogalmazás eredetét és a szerzői jogokat jelzi, nem szolgál a cikkben szereplő információk forrásmegjelöléseként.